# 이아

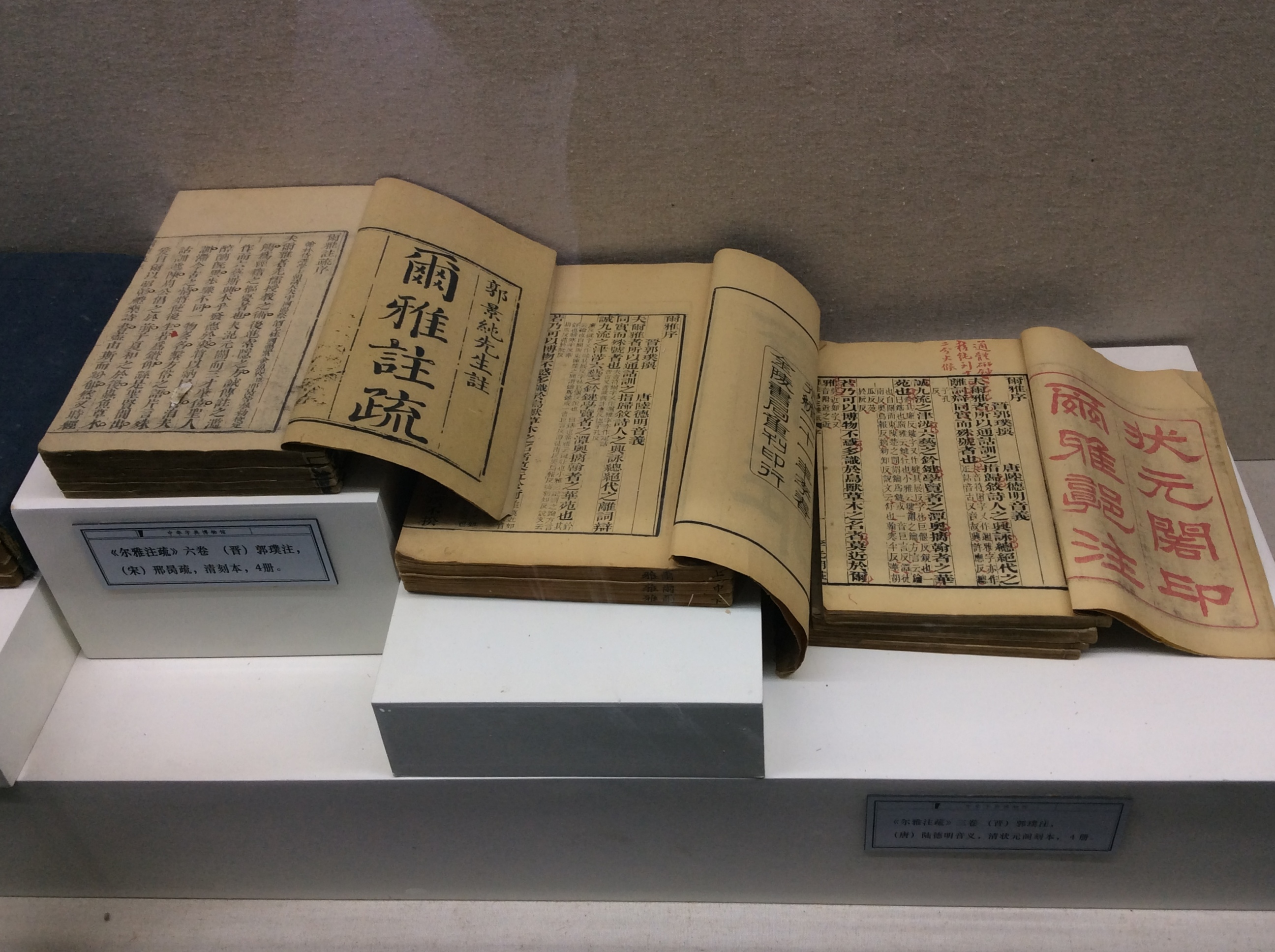

《이아(爾雅)》는 중국에서 가장 오래된 유의어 사전이자 언어 해석 사전이다. 유교에서는 주공 제작설이 있지만 춘추전국시대 이후에 행해진 고전의 의미 해석을 한초의 학자가 정리 보충한 것이라고 생각된다. 훈고학의 책이다. 《한서》 〈예문지〉에는 3권 20편이라고 기재되어 있지만 현행 서적은 19편이다.
한·당의 고문학이나 청의 고증학에서 매우 중시되어 이후 13경의 하나로 꼽히게 되었다. 당대에는 개성석경(開成石經)에도 새겨졌다.

## 구성
권두 3편은 동의어를 분류한 것이다. 이것들은 예를 들면 '초(初)·재(哉)·수(首)·기(基)·조(肇)·조(祖)·원(元)·태(胎)·숙(俶)·낙(落)·권여(権輿)는 처음이라는 의미이다'(석고)라는 형식을 취한다.
- 석고(釋詁)편

옛 사람들이 이용한 동의어를 분류했다.
- 석언(釋言)편 : 일상어를 분류했다.
- 석훈(釋訓)편 : 의성어를 주로 하는 연면어(2음절어) 등의 동의어를 분류하고 있다.

아래의 편은 사물의 이름이나 의미를 해설하고 있다.
- 석친(釋親)편 - 촌수나 친적 등의 명칭
- 석궁(釋宮)편 -
- 석기(釋器)편
- 석락(釋樂)편
- 석천(釋天)편
- 석지(釋地)편
- 석구(釋丘)편
- 석산(釋山)편
- 석수(釋水)편
- 석초(釋草)편
- 석목(釋木)편
- 석충(釋蟲)편
- 석어(釋魚)편
- 석조(釋鳥)편
- 석수(釋獸)편
- 석축(釋畜)편

## 한국어 번역
- 곽박 주석, 형병 소(疏), 이충구·임채한·김병헌·성당제 옮김, 《역주 이아주소》(역주본: 제1~5권, 색인: 제6권), 소명출판, 2004년 12월 30일